# اجگائون
اجگائون (به انگلیسی: Ajgaon) یک منطقهٔ مسکونی در هند است که در کارناتاکا واقع شده‌است.